# Jože Veldin
Jože Veldin, slovenski padalec in strojevodja * 6. februar 1970, Murska Sobota † 3. junij 2017, Siófok, Madžarska.
Jože Veldin (Džouži) je bil eden najboljših padalcev v Sloveniji ter eden prvih, ki se je leta 1998 začel ukvarjati z deskanjem v zraku in za tem še skakati s tako imenovano wingsuit obleko. Bil je predsednik padalskega kluba PK Skeri-fly, v izvajanju tandemskih skokov je ponesel tudi mnogo znanih Slovencev in Slovenk - Alojz Slak, Nina Osenar, Nina Stropnik, Sabina Mali, Tina Maze, Tina Polavder, Andrej Šifrer in drugi. 
Ima hčerko in ženo s katero je živel v Rakičanu. 
3. junija 2017 se je smrtno ponesrečil pri skoku s padalom na Madžarskem.